# Pterogastra
Pterogastra là chi thực vật có hoa trong họ Mua.